# Sparkassen Cup
Sparkassen Cup (do 1993 roku Volkswagen Cup) – kobiecy turniej tenisowy drugiej kategorii zaliczany do cyklu WTA. Rozgrywany był w latach 1990–2003 w Lipsku (Niemcy) na nawierzchni dywanowej.
W trzech pierwszych edycjach turniej posiadał trzecią kategorię.
Najwięcej zwycięstw w grze pojedynczej odniosła reprezentantka gospodarzy, Steffi Graf. Wygrywała pięciokrotnie w latach 1990–1993 i 1998.

## Mecze finałowe

### Gra pojedyncza
| Rok  | Mistrzyni          | Finalistka              | Wynik            |
| 2003 | Anastasija Myskina | Justine Henin           | 3:6, 6:3, 6:3    |
| 2002 | Serena Williams    | Anastasija Myskina      | 6:3, 6:2         |
| 2001 | Kim Clijsters      | Magdalena Maleewa       | 6:1, 6:1         |
| 2000 | Kim Clijsters      | Jelena Lichowcewa       | 7:6(8), 4:6, 6:4 |
| 1999 | Nathalie Tauziat   | Květa Peschke           | 6:1, 6:3         |
| 1998 | Steffi Graf        | Nathalie Tauziat        | 6:3, 6:4         |
| 1997 | Jana Novotná       | Amanda Coetzer          | 6:2, 4:6, 6:3    |
| 1996 | Anke Huber         | Iva Majoli              | 5:7, 6:3, 6:1    |
| 1995 | Anke Huber         | Magdalena Maleewa       | walkower         |
| 1994 | Jana Novotná       | Mary Pierce             | 7:5, 6:1         |
| 1993 | Steffi Graf        | Jana Novotná            | 6:2, 6:0         |
| 1992 | Steffi Graf        | Jana Novotná            | 6:3, 1:6, 6:4    |
| 1991 | Steffi Graf        | Jana Novotná            | 6:3, 6:3         |
| 1990 | Steffi Graf        | Arantxa Sánchez Vicario | 6:1, 6:1         |

### Gra podwójna
| Rok  | Mistrzynie                                | Finalistki                               | Wynik            |
| 2003 | Martina Navrátilová Swietłana Kuzniecowa  | Jelena Lichowcewa Nadieżda Pietrowa      | 3:6, 6:1, 6:3    |
| 2002 | Serena Williams Alexandra Stevenson       | Janette Husárová Paola Suárez            | 6:3, 7:5         |
| 2001 | Nathalie Tauziat Jelena Lichowcewa        | Květa Peschke Barbara Rittner            | 6:4, 6:2         |
| 2000 | Anne-Gaëlle Sidot Arantxa Sánchez Vicario | Kim Clijsters Laurence Courtois          | 6:7(6), 7:5, 6:3 |
| 1999 | Łarysa Neiland Mary Pierce                | Ai Sugiyama Jelena Lichowcewa            | 6:4, 6:3         |
| 1998 | Ai Sugiyama Jelena Lichowcewa             | Manon Bollegraf Irina Spîrlea            | 6:3, 6:7(2), 6:1 |
| 1997 | Martina Hingis Jana Novotná               | Yayuk Basuki Helena Suková               | 6:2, 6:2         |
| 1996 | Kristie Boogert Nathalie Tauziat          | Miriam Oremans Sabine Appelmans          | 6:4, 6:4         |
| 1995 | Łarysa Sawczenko-Neiland Meredith McGrath | Brenda Schultz Caroline Vis              | 6:4, 6:4         |
| 1994 | Patty Fendick Meredith McGrath            | Łarysa Sawczenko-Neiland Manon Bollegraf | 6:4, 6:4         |
| 1993 | Natalla Zwierawa Gigi Fernández           | Łarysa Sawczenko-Neiland Jana Novotná    | 6:4, 6:3         |
| 1992 | Łarysa Sawczenko-Neiland Jana Novotná     | Patty Fendick Andrea Strnadová           | 7:5, 7:6(4)      |
| 1991 | Manon Bollegraf Isabelle Demongeot        | Jill Hetherington Kathy Rinaldi Stunkel  | 6:4, 6:3         |
| 1990 | Gretchen Magers Lise Gregory              | Manon Bollegraf Jo Durie                 | 6:2, 4:6, 6:3    |